# S&W M59
S&W M59は、アメリカの銃器メーカーであるスミス&ウェッソン社が1971年に発売した自動拳銃。1954年に発売されたS&W M39を基に、弾倉を複列化して装弾数を14発に増加したモデルである。生産は1982年に終了しており、アメリカではすでに広く見かける銃ではなくなっているが、M39と共にアメリカの銃器史において特筆すべき銃と評されている。231,841丁余りが生産された。
なお、正式な名称は「Model 59」であり、S&W社では本銃に限らずモデル名を「M」と略した例はほとんどないが、日本では一部専門誌を除き一般的な表記である。「No.59」と表記する資料もある。

## 開発
S&W社は、ベトナム戦争中にアメリカ海軍からの依頼で、M39にサプレッサーを装備したMk 22 mod0という特殊部隊向け拳銃を開発した。その後1968年に軍からMk 22の装弾数を増加してほしいとの打診を受けて試作モデルを提出し、結局採用には至らなかったが、この試作モデルを原型として1971年に発売されたのがM59である。

## 設計
基本設計はM39と同じだが、複列弾倉を挿入するためグリップが太くなった。装弾数はM39の8発から14発に大きく増加したが、アルミニウム製フレームの採用により重量増加は230グラム程度に抑えられている。スライドはM39と共用で、左側面にはデコッキングレバーを兼ねたマニュアルセフティが配置されている。また、マガジンセフティが備えられており、弾倉を外した状態では撃発できない。

## 運用
シングル/ダブルアクション・複列弾倉というスタイルは、いわゆるワンダーナインのはしりであり、発売当時としては心強いものであった。ただし、トリガー機構が旧式であったため引いた際の感触が悪いとの評価がある。比較的高価なモデルだったにもかかわらずシークレットサービスが採用したり、私費で購入する警察官がいるなど、商業的にはコンスタントな成功を収めた。